# 佐々木英也
佐々木 英也（ささき ひでや、1932年 - ）は、日本の西洋美術研究者。東京芸術大学名誉教授。

## 経歴
岩手県江刺市（現・奥州市）に生まれる。1951年、岩手県立水沢高等学校卒業。1956年、東京藝術大学美術学部専攻科卒業。1958年、イタリア政府給費留学生としてローマ大学に学ぶ。1961年、国立西洋美術館研究員。1972年『ザ・ヌード』で日本翻訳出版文化賞受賞。1976年、東京藝術大学美術学部助教授、1985年同教授。1990年『ジョットの藝術』でマルコ・ポーロ賞受賞。2000年定年退官、名誉教授。2001年岩手県立美術館館長に就任、2010年退任。

## 著書
- 『ルネサンス絵画』保育社カラーブックス 1964
- 『ジョットの芸術 スクロヴェーニ礼拝堂壁画を中心として』中央公論美術出版 1989.7
- 『聖痕印刻 ジョットの後期壁画をめぐって』中央公論美術出版 1995.11
- 『天使たちのルネサンス』NHKブックス 日本放送出版協会 2000.1
- 『マザッチオ ルネサンス絵画の創始者』東京大学出版会 2001.12

## 共編著
- 『世界の美術 第14 コロー、ミレー、クールベ』河出書房新社 1964
- 『近代世界美術全集 第1 近代絵画の先駆者たち』坂本満・坂崎乙郎共著 社会思想社 現代教養文庫 1964
- 『ファブリ世界名画集 24 オノレ・ドーミエ』平凡社 1970
- 『現代世界美術全集 1 マネ』集英社 1971
- 『ファブリ世界名画集 62 シモーネ・マルティーニ』平凡社 1972
- 『世界の名画 5 マネとドガ』吉田秀和・高階秀爾共著 中央公論社 1972
- 『現代世界美術全集 19 』コロー、ミレー、クールベ  集英社 1973
- 『世界彫刻美術全集 12 』ロダン 小学館 1976
- 『世界美術全集 1 』ジオット 集英社 1977.5
- 『世界美術全集 3 』マザッチオ、マゾリーノ、フランチェスカ 生田円共著 集英社 1978.9
- 『全集美術のなかの裸婦 4 神話・ニンフと妖精』集英社 1980.12
- 『NHK ルーブル美術館 3 神の王国と人間の都市 中世からルネサンスへ』中山公男共編 日本放送出版協会 1985.9
- 『NHK ルーブル美術館 4 ルネサンスの波動 フランドル/ドイツ/イタリア/フランス』中山公男共編 日本放送出版協会 1985.11
- 『フィレンツェの美術』グレン・アンドレスほか 日本放送出版協会（上・下）1991。森田義之共監修
- 『世界美術大全集西洋編 第11・13巻 イタリア・ルネサンス 1・3』森田義之共編 小学館 1992-94
- 『世界美術大全集西洋編 第10巻 ゴシック 2』富永良子共編 小学館 1994.10
- 『美術鑑賞 近代から現代へ』和田晶・桜井俊夫共編 日本文教出版 1998

## 翻訳
- ジルベール・ピカール『ローマ「世界の建築」』 美術出版社 1966。イヴァン・バトラー 写真
- ケネス・クラーク『風景画論』 岩崎美術社 1967（美術名著選書）。ちくま学芸文庫 2007
- リオネロ・ヴェントゥーリ『近代画家論』 坂本満・高階秀爾共訳 角川書店 1967
- ケネス・クラーク『ザ・ヌード 裸体芸術論 理想的形態の研究』 高階秀爾共訳 美術出版社 1971、新版1988。ちくま学芸文庫 2004
- マルセル・ブリヨン『レオナルド・ダ・ヴィンチ』 小学館 1983.6 (世界伝記双書)
- D.レディグ・デ・カンポス『ヴァティカン宮ラファエルロの壁画』 岩波書店 1984.1
- カルロ・ピエトランジェリ『ヴァティカン絵画館』 岩波書店 1995.11